# Курд (Венгрия)
Курд — деревня в медье Тольна, Венгрия.
Курдские племенные вожди присутствовали в Венгрии во время Османо-венгерских войн и сражались с венгерской армией с 1440 по 1442 год. Название деревни Курд может быть связано с легендарным курдским военачальником Курд-пашой, чья могила находится недалеко от города. В 1729 году в деревне поселились мигранты из центральной Венгрии венгерского, славянского, сербского и словацкого происхождения. До Второй мировой войны немцы из Рейнланда и Ромаса составляли большую часть населения деревни. Сложно утверждать, курдского ли происхождения местное население, но мэр Ишван Цсер и местные жители выразили своё понимание курдского вопроса во время интервью в 1998 году.

## Население
| Год  | Численность | Численность |
| ---- | ----------- | ----------- |
| 2013 | 1182        | [ 5 ]       |
| 2014 | 1168        | [ 6 ]       |
| 2015 | 1139        | [ 7 ]       |
| 2021 | 1046        | [ 8 ]       |
| 2022 | 1012        | [ 9 ]       |
| 2023 | 978         | [ 10 ]      |
| 2024 | 990         | [ 2 ]       |